# Michael Winner
Michael Winner, född 30 oktober 1935 i Hampstead i London, död 21 januari 2013 i Kensington i London, var en brittisk filmregissör, filmproducent och manusförfattare, aktiv både i Europa och i USA. Han var även en uppmärksammad matskribent.

## Filmografi i urval
- 1964 – Raggare på badstranden
- 1967 – Jag glömmer aldrig... va' va' de' nu han hette?
- 1967 – Den stora stöten
- 1969 – Hannibal Brooks
- 1971 – Lagens män
- 1971 – De besatta
- 1972 – Mechanic - En människojägare
- 1972 – Chato's Land
- 1973 – Scorpio
- 1973 – The Stone Killer
- 1974 – Death Wish – våldets fiende nr 1
- 1977 – Ondskans redskap
- 1978 – The big sleep - Den stora sömnen
- 1979 – Spindeln i nätet
- 1982 – Death Wish II
- 1983 – Stråtrövarna
- 1985 – Death Wish 3
- 1988 – Döden till mötes
- 1989 – A Chorus of Disapproval
- 1990 – Mitt i prick
- 1993 – Dirty Weekend - en jävla helg
- 1998 – Parting Shots